# 水委
水委 是中国古代星官之一，为明代末期徐光启所编的《崇祯历书》上根据西方星表加上近南极星区的23个星官之一。
它位于现代星座划分的波江座和凤凰座，含有3颗恒星。

## 所含恒星及对应西方名称[1]
| 中国古代星名 | 现代星名 | 所属星座 |
| ------------ | -------- | -------- |
| 水委一       | α Eri    | 波江座   |
| 水委二       | ζ Phe    | 凤凰座   |
| 水委三       | η Phe    | 凤凰座   |